# Crowle
Crowle är en stad i North Lincolnshire i Lincolnshire i England. Byn nämndes i Domedagsboken (Domesday Book) år 1086, och kallades då Crul(e).